# Pocahontas Patera
Pocahontas Patera is een caldeira op de planeet Venus. Pocahontas Patera werd in 1991 genoemd naar Pocahontas, de dochter van het stamhoofd van de Powhatan-indianen (ca.1596-1617).
De caldeira heeft een diameter van 78 kilometer en bevindt zich in het quadrangle Fortuna Tessera (V-2).